# Juan Alvarado Cornelio
Juan Manuel Alvarado Cornelio (Distrito de La Unión, 7 de agosto de 1959) es un docente y político peruano. Fue  gobernador regional de Huánuco para el periodo 2019-2022.
Nació en La Unión, provincia de Dos de Mayo, departamento de Huánuco, Perú. Tiene estudios técnicos de docencia en educación primaria en el Instituto Público Pedagógico Marcos Duran Martel. Laboró como docente nivel primaria en el I.E. NRO 32005 Esteban Pavletich - Llicua en el distrito de Amarilis, Huánuco, entre el 2002 al 2018.
En las elecciones municipales de 1983 fue elegido regidor de la provincia de Dos de Mayo por el Partido Aprista Peruano y, entre 1996 y 1999 fue regidor del distrito de Chinchao. En las elecciones regionales de 2018 participó por Acción Popular donde obtuvo en primera vuelta el 15.687% de los votos, disputó una segunda vuelta con el candidato Luis Picón de Unidos por Huánuco. En la segunda vuelta fue elegido gobernador regional de Huánuco.
Actualmente se encuentra investigado por delitos de corrupción de funcionarios. Fue detenido preliminarmente el 22 de marzo de 2023 ( https://pagina3.pe/actualidad/capturan-a-exgobernador-de-huanuco-juan-alvarado/ )